# Wendover (Utah)
Wendover is een plaats (city) in de Amerikaanse staat Utah, en valt bestuurlijk gezien onder Tooele County.

## Demografie
Bij de volkstelling in 2000 werd het aantal inwoners vastgesteld op 1537.
In 2006 is het aantal inwoners door het United States Census Bureau geschat op 1632, een stijging van 95 (6,2%).

## Geografie
Volgens het United States Census Bureau beslaat de plaats een oppervlakte van
16,7 km², geheel bestaande uit land. Wendover ligt op ongeveer 1308 m boven zeeniveau.

## Plaatsen in de nabije omgeving
De onderstaande figuur toont nabijgelegen plaatsen in een straal van 100 km rond Wendover.